# قوانین جاذبه (فیلم)
قواعد جذاب بودن (به انگلیسی: The Rules of Attraction) یک فیلم عاشقانه و کمدی-درام محصول سال ۲۰۰۲ به نویسندگی و کارگردانی راجر آوری که بر اساس رمانی به همین نام اثر برت ایستون الیس در سال ۱۹۸۷ است. این فیلم توسط کمپانی لاینزگیت فیلمز توزیع شد. فیلم داستان سه دانشجو در یک مثلث عشقی را دنبال می‌کند .جیمز ون در بیک، شانین سوسامون، ایان سامرهلدر، جسیکا بیل، کیت باسورث، کیپ پاردیو و جوئل مایکلی در این فیلم به ایفای نقش پرداخته‌اند.
این فیلم در ۱۱ اکتبر ۲۰۰۲ اکران سینمایی شد. در آخر هفته افتتاحیه آن ۲٫۵ میلیون دلار و در سراسر جهان ۱۱٫۸ میلیون دلار در مقابل بودجه ۴ میلیون دلاری فروخت. بررسی‌های متفاوتی دریافت کرد و بر اساس ۱۴۰ رای در راتن تومیتوز دارای امتیاز ۴۳ درصد تاییدیه است.

## داستان
«شان بیتمن» (وان دربیک)، دانشجوی کامدن کالج، یکی از معتبرترین مدارس خصوصی شرق امریکاست. «شان» از «لورن هایند» (سوسامن) دانشجویی مقید به اصول اخلاقی و ظاهراً غیرقابل دسترسی، خوشش آمده‌است؛ در حالی که «لورن» شیفته «ویکتور» (پاردیو)، پسری خوش سیما و از خود متشکر شده‌است.

## تولید
این فیلم در دانشگاه ردلندز در کالیفرنیا فیلمبرداری شد.
آواری اظهار داشت که هدفش ایجاد «فیلم هنری برای نوجوانان» بوده‌است. محدودیت‌های بودجه به این معنی بود که آواری مجبور بود هزینه فیلمبرداری سفر اروپایی ویکتور را خودش تأمین کند. او بازیگر کیپ پاردو را در کشورهای مختلف با دوربین دستی دنبال می‌کرد و ۲۴ ساعته و ۷ روز هفته از او فیلم می‌گرفت و این بازیگر از لحظه ورود به هواپیما در حال حرکت از ایالات متحده در شخصیت باقی می‌ماند.